# 正安镇
正安镇，是中华人民共和国辽宁省锦州市北镇市下辖的一个乡镇级行政单位。

## 行政区划
正安镇下辖以下地区：
正一村、正二村、蒋屯村、北民屯村、蹇屯村、烧锅村、三合村、四方村、马市村、黄屯村、河南村、树林子村、望牛村和赵屯村。